# Indisch vechthoen

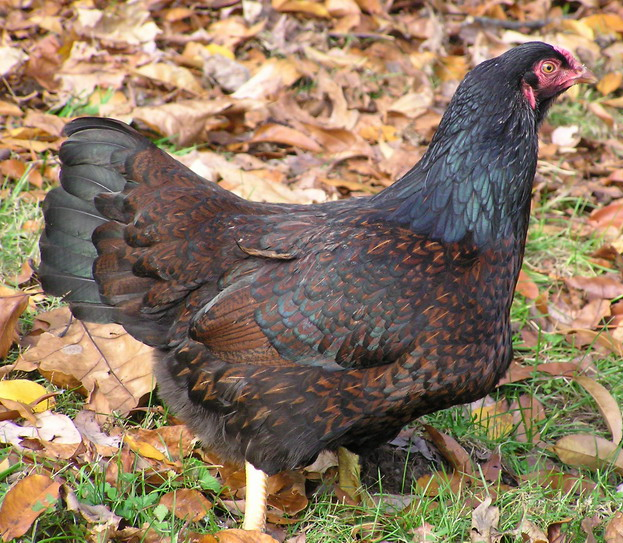
Hen

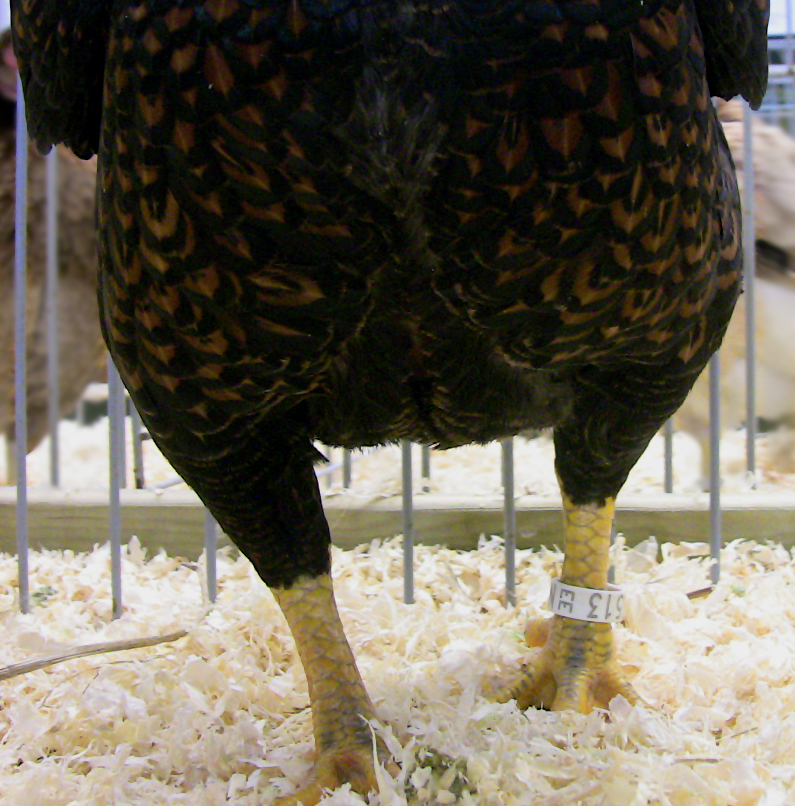
Detailopname met de typische brede stand en dubbele omzoming

Het Indisch vechthoen of Indische vechter is een Engels kippenras, dat omtrent 1820 als vleeskip gefokt is uit Aseels, Oud-Engelse vechters en Maleiers Er bestaat ook een krielvariant.

## Geschiedenis
Naar verluidt was het Sir Walter Raleigh Gilbert die rond 1820 door kruisingen van verschillende vechthoenders een nieuw ras creëerde. Het ras droeg de dubbele naam "Indische vechter" en "Cornish game" vanwege de oorsprong in Cornwall. In 1886 werd de speciaalclub Cornish Game Club in Engeland opgericht. Het ras werd oorspronkelijk als vechthoen gewaardeerd, later ook als tentoonstellingsras. Doorslaggevend was uiteindelijk zijn kwaliteit als vleesproducent. Hierbij waren vooral de relatief zware borstspieren uitzonderlijk belangrijk voor de productie van kipfilet. De witte kleurslag werd daarom de oorsprong van veel latere vleeskiphybriden. Bij het ontstaan van de Barnevelder speelde het ras ook een rol en overdroeg daarbij de typische dubbele verenomzoming.

## Kenmerken
Het ras kenmerkt zich door de brede stand en de dikke, geel gekleurde loopbenen. Het gewicht van de hanen is 3,75 - 4,5 kg, dat van de hennen 2,75 - 3,25 kg. De kleurslagen zijn: blauwdubbelgezoomd, dubbelgezoomd, roodwitdubbelgezoomd en wit.

## Speciaalclubs
In Nederland wordt het ras vertegenwoordigd door de "Nederlandse vechthoenderfokkersvereniging", 
in België door de "vechthoenderclub België".